# Rhynchosia brunnea
Rhynchosia brunnea är en ärtväxtart som beskrevs av Baker f. Rhynchosia brunnea ingår i släktet Rhynchosia och familjen ärtväxter. Inga underarter finns listade i Catalogue of Life.